# Danielle Mitterrand
Danielle Mitterrand (nume la naștere Danielle Émilienne Isabelle Gouze, n. 29 octombrie 1924, Verdun - d. 22 noiembrie 2011, Paris) a fost o politiciană și scriitoare franceză, soția fostului președinte al Franței, François Mitterrand. A fost directoarea fundației France Libertés - Fondation Danielle-Mitterrand.

## Premii
În anul 1996, doamna Mitterrand s-a numărat printre câștigătorii premiul Nord-Sud, iar în 1999 ea a primit premiul Lumina adevărului din partea liderului spiritual, Dalai Lama.

## Lucrari
- La levure du pain, édition n°1, 1992
- En toutes libertés, Ramsay, 1996.
- Ces hommes sont avant tout nos frères, Ramsay, 1996 (sur les indiens du Chiapas).
- Le printemps des insoumis, éditions Ramsay, 1998
- La torture en Tunisie : Comité pour le respect des libertés et des droits de l’homme en Tunisie, Le Temps des cerises, 2000.
- Echanger la vie, éditions Actes sud, 2000
- Le Livre de ma mémoire, Édition Jean-Claude Gawsewitch Arhivat în 24 septembrie 2008, la Wayback Machine., 2007 ISBN: 978-2350130897 et Folio n° 4833
- Mot à mot, Le Cherche midi, 2010 ISBN: 978-2-7491-1577-1.